# Philippe Alméras (Rennfahrer)

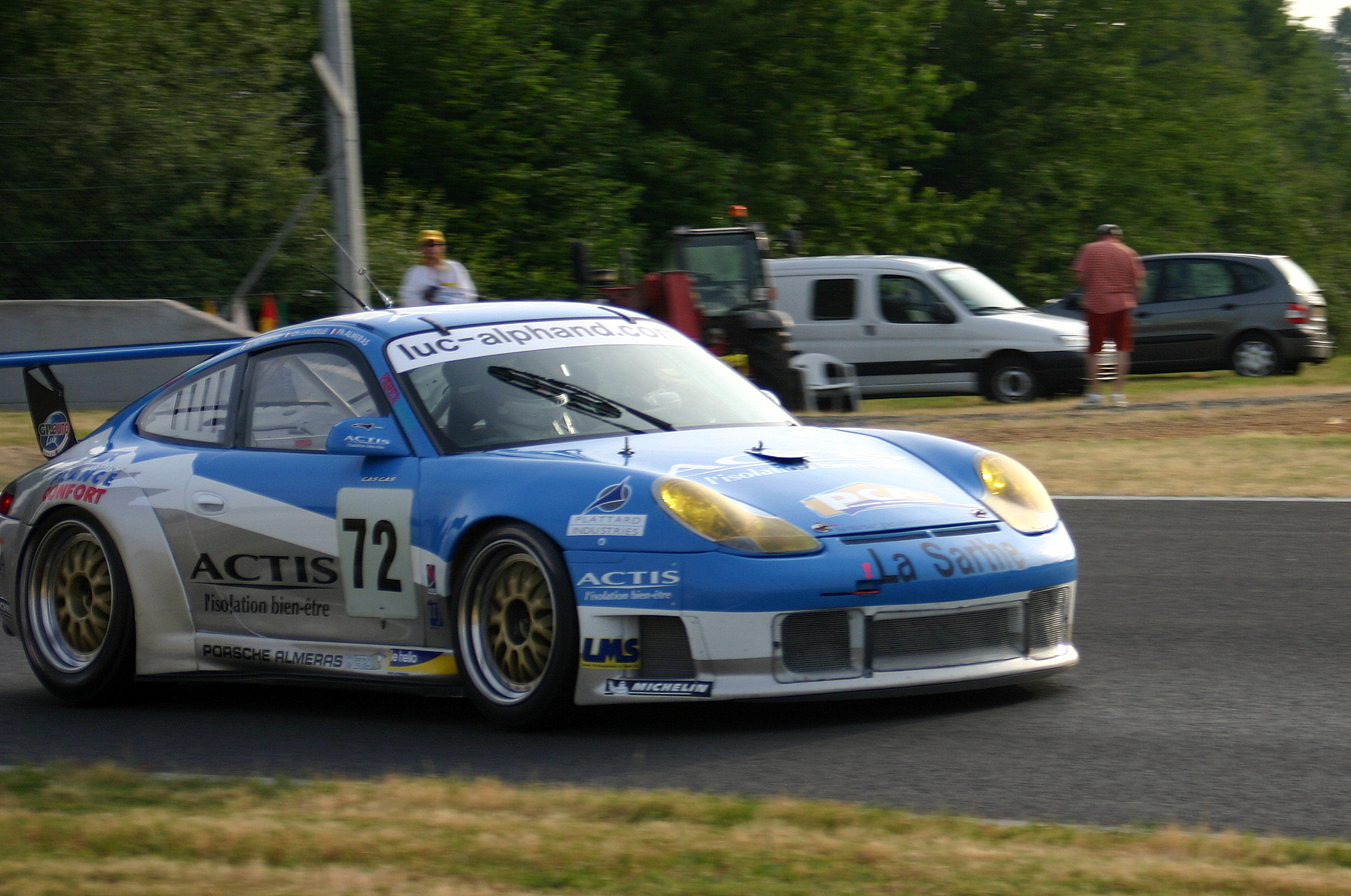
Der Porsche 911 GT3-RS mit dem Philippe Alméras beim 24-Stunden-Rennen von Le Mans 2004 am Start war

Philippe Alméras (* 22. Februar 1980 in Montpellier) ist ein ehemaliger französischer Autorennfahrer.

## Familie
Philippe Alméras ist der Sohn von Jacques Alméras, einem französischen Rennfahrer der zwischen den 1970er- und 1990er-Jahren aktiv war und gemeinsam mit seinem Bruder Jean-Marie, dem Onkel von Philippe, viele Jahre lang einen erfolgreichen Rennstall betrieb.

## Karriere
Nach Anfängen im Kartsport begann die professionelle Rennkarriere 2000 in der französischen Formel-Renault-Meisterschaft. Mit drei Saisonsiegen erreichte er 2001 hinter Eric Salignon und Julien Vidot den dritten Endrang in dieser Meisterschaft. Bekannte Konkurrenten in diesem Jahr waren Bruno Spengler, Nicolas Lapierre, Alexandre Prémat und Patrick Pilet. 2002 wechselte in die Französische Formel-3-Meisterschaft, blieb dort jedoch erfolglos. 
Ab 2003 fuhr er für das Team seines Vaters nationale und internationale Porsche-Cup- und GT-Rennen. 2006 wurde er Gesamtsiebter im französischen Porsche-Carrera-Cup (Gesamtsieger Anthony Beltoise), ein Schlussplatzierung, die er 2007 (Gesamtsieger Patrick Pilet) wiederholen konnte. Einsätze hatte er auch in der französischen GT-Meisterschaft und im International GT Open.
Wie Vater und Onkel ging auch Philippe Alméras beim 24-Stunden-Rennen von Le Mans an den Start. 2004 fuhr er im Team von Luc Alphand einen Porsche 996 GT3 RS und wurde 16. in der Gesamtwertung.

## Statistik

### Le-Mans-Ergebnisse
| Jahr | Team                  | Fahrzeug           | Teamkollege         | Teamkollege | Platzierung | Ausfallgrund |
| ---- | --------------------- | ------------------ | ------------------- | ----------- | ----------- | ------------ |
| 2004 | Luc Alphand Aventures | Porsche 996 GT3 RS | Christian Lavieille | Luc Alphand | Rang 16     |              |